# Top 40-lijst van week 10, 1965
Deze hits stonden in 1965 in week 10 in de Nederlandse Top 40.

## Top 40 week 10, 1965
| Rang | Land                     | Artiest                                                                           | Titel                                  | Rang vorige week | Aantal weken in de Top 40 | Hoogste positie | Aantal punten |
| ---- | ------------------------ | --------------------------------------------------------------------------------- | -------------------------------------- | ---------------- | ------------------------- | --------------- | ------------- |
| 1    | Nederland Zweden Finland | Dutch Swing College Band / Gudrun Jankis / Stig Rauno / Jan Rodhe & The Wild Ones | Let kiss / Letkis / Letkis jenka       | 1                | 8                         | 1               | 234           |
| 2    | Verenigd Koninkrijk      | The Beatles                                                                       | Eight Days a Week / Baby's in Black    | 4                | 3                         | 2               | 107           |
| 3    | Verenigde Staten         | Chubby Checker                                                                    | Lovely, Lovely (Loverly, Loverly)      | 3                | 8                         | 2               | 275           |
| 4    | Canada                   | Lucille Starr                                                                     | The French Song                        | 2                | 10                        | 1               | 390           |
| 5    | Canada                   | Lucille Starr                                                                     | Crazy Arms/Colinda                     | 8                | 8                         | 5               | 194           |
| 6    | Italië                   | Adamo                                                                             | Les Filles Du Bord De Mer              | 6                | 8                         | 5               | 235           |
| 7    | Verenigd Koninkrijk      | The Beatles                                                                       | I Feel Fine                            | 5                | 10                        | 1               | 383           |
| 8    | Verenigd Koninkrijk      | Petula Clark                                                                      | Downtown                               | 9                | 10                        | 3               | 328           |
| 9    | Nederland                | Gert Timmerman                                                                    | De Schommelstoel                       | 7                | 6                         | 7               | 166           |
| 10   | Verenigde Staten         | The Righteous Brothers                                                            | You've Lost That Lovin' Feelin'        | 16               | 3                         | 10              | 71            |
| 11   | Nederland                | Wim Sonneveld                                                                     | Frater Venantius                       | 11               | 8                         | 11              | 199           |
| 12   | Nederland                | Ronnie Tober                                                                      | Iedere avond                           | 14               | 4                         | 12              | 83            |
| 13   | Verenigd Koninkrijk      | Cliff Richard                                                                     | I Could Easily Fall (In Love With You) | 10               | 10                        | 4               | 332           |
| 14   | Italië                   | Adamo                                                                             | Dolce Paola                            | 15               | 10                        | 4               | 308           |
| 15   | Verenigd Koninkrijk      | Julie Rogers                                                                      | The Wedding                            | 12               | 10                        | 9               | 297           |
| 16   | Verenigd Koninkrijk      | Sounds Orchestral                                                                 | Cast your fate to the wind             | 18               | 5                         | 16              | 106           |
| 17   | Verenigde Staten         | Trini Lopez                                                                       | Adalita                                | 13               | 10                        | 9               | 243           |
| 18   | Duitsland                | Geschwister Jacob                                                                 | Träume der Liebe                       | 17               | 5                         | 17              | 99            |
| 19   | Verenigde Staten         | Del Shannon                                                                       | Keep Searchin' (We'll Follow the Sun)  | 21               | 3                         | 19              | 47            |
| 20   | Verenigd Koninkrijk      | The Rolling Stones                                                                | Little Red Rooster                     | 19               | 10                        | 4               | 302           |
| 21   | Verenigde Staten         | Trini Lopez                                                                       | Lemon Tree                             | 26               | 5                         | 21              | 54            |
| 22   | Nederland                | Helma & Selma                                                                     | Bergen van Tirol                       | 24               | 6                         | 20              | 93            |
| 23   | Nederland                | Rein de Vries                                                                     | Patsy                                  | 29               | 3                         | 23              | 36            |
| 24   | Duitsland                | Ronny                                                                             | Kenn Ein Land/Kleine Annabell          | 23               | 10                        | 18              | 187           |
| 25   | Griekenland              | Trio Hellenique                                                                   | Ni Nanai                               | 28               | 9                         | 17              | 160           |
| 26   | Italië / België          | Rocco Granata                                                                     | Noordzeestrand                         | 22               | 9                         | 18              | 175           |
| 27   | Verenigd Koninkrijk      | The Kinks                                                                         | Tired of Waiting for You               | 40               | 2                         | 27              | 15            |
| 28   | Nederland                | Willeke Alberti                                                                   | Mijn Dagboek                           | 20               | 10                        | 4               | 278           |
| 29   | Verenigd Koninkrijk      | Moody Blues                                                                       | Go Now!                                | 31               | 2                         | 29              | 22            |
| 30   | Verenigd Koninkrijk      | The Searchers                                                                     | What Have They Done to the Rain        | 25               | 7                         | 25              | 66            |
| 31   | Verenigd Koninkrijk      | The Scorpions                                                                     | Hello Josephine                        | 39               | 3                         | 31              | 16            |
| 32   | Nederland                | Ronnie Tober                                                                      | Geweldig                               | -                | 1                         | 32              | 9             |
| 33   | Verenigde Staten         | Jay and the Americans                                                             | Come A Little Bit Closer               | 30               | 10                        | 13              | 200           |
| 34   | België Italië Oostenrijk | Bambis / Rocco Granata / Peppino di Capri                                         | Melancholie                            | 32               | 4                         | 31              | 35            |
| 35   | Duitsland                | Drafi Deutscher                                                                   | Cinderella baby                        | 35               | 4                         | 35              | 19            |
| 36   | Verenigd Koninkrijk      | The Rolling Stones                                                                | Tell Me                                | 33               | 10                        | 11              | 192           |
| 37   | Verenigde Staten         | Roy Orbison                                                                       | Goodnight                              | -                | 1                         | 37              | 4             |
| 38   | Verenigd Koninkrijk      | The Kinks                                                                         | All day and all of the night           | -                | 8                         | 17              | 116           |
| 39   | Nederland                | Trea Dobbs                                                                        | Ploem ploem jenka                      | -                | 1                         | 39              | 2             |
| 40   | Italië                   | Adamo                                                                             | She was an angel / Another love        | 36               | 2                         | 36              | 6             |

## Nummers die vorige week wel in de lijst stonden, maar deze week niet meer
Deze week zijn er 4 nummers uit de lijst gegaan.
| Aantal weken volgehouden | Aantal punten | Hoogste positie | Rang vorige week | Land                | Artiest                          | Titel         |
| ------------------------ | ------------- | --------------- | ---------------- | ------------------- | -------------------------------- | ------------- |
| 9                        | 224           | 8               | 27               | Verenigde Staten    | The Supremes                     | Baby Love     |
| 6                        | 70            | 24              | 34               | Verenigd Koninkrijk | Georgie Fame and the Blue Flames | Yeh Yeh       |
| 2                        | 7             | 37              | 37               | Nederland           | Johnny Kendall & the Heralds     | See See Rider |
| 1                        | 3             | 38              | 38               | Verenigd Koninkrijk | Julie Rogers                     | Like a child  |